# آب‌راه تاماگاوا

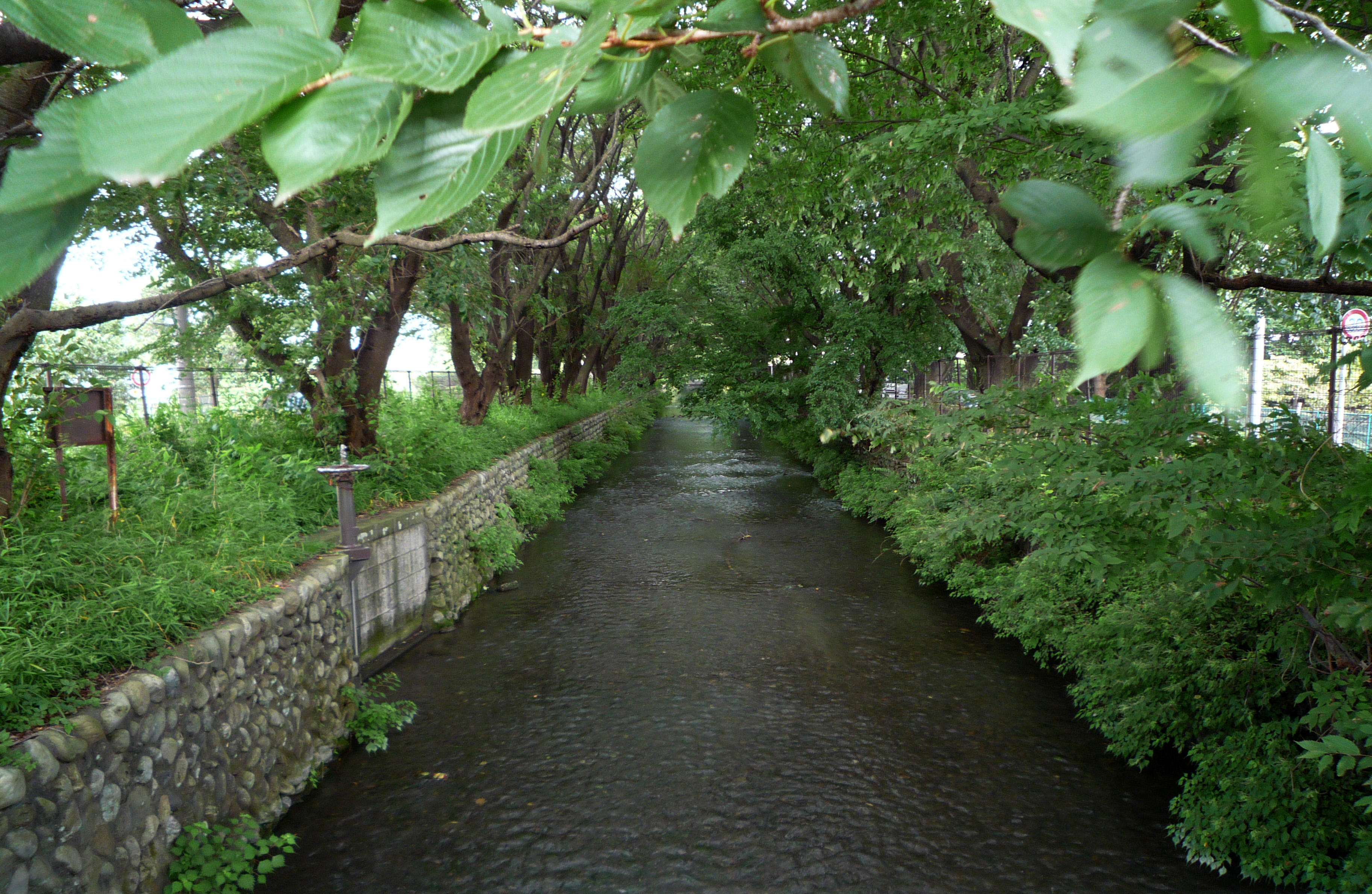
آب‌راه تاماگاوا.

آب‌راه تاماگاوا (به ژاپنی: 玉川上水 Tamagawa Josui) در توکیو پایتخت ژاپن جریان دارد. احداث این آب‌راه در سال ۱۶۵۲ میلادی در دوره شوگون‌سالاری توکوگاوا آغاز شده‌است و یکی از شش آب‍راهی است که آب آشامیدنی ادو را تأمین می‌کردند. این آب‌راه ۴۳ کیلومتر طول دارد.

## کاشت ساکورا در مسیر آبراه
در مسیر این آب‌راه یاما-زاکورا به فراوانی کاشت شده‌است و از دوره ادو تا قبل از جنگ این مسیر با عنوان ساکورای کوگانی مشهور بوده و مورد بازدید بسیاری از مردم در فصل بهار بوده‌است.

## نگارخانه

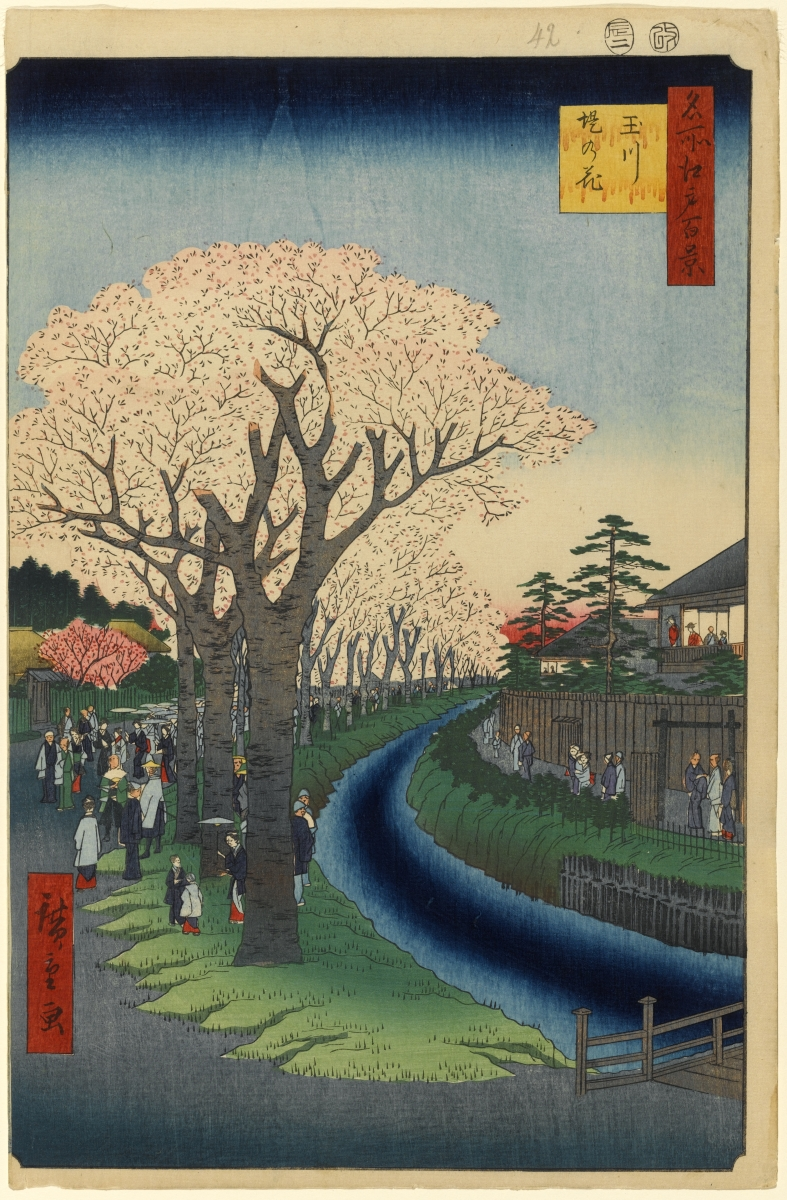
آب‌راه تاماگاوا یکی از تصاویر صد تصویر از دورهٔ ادو
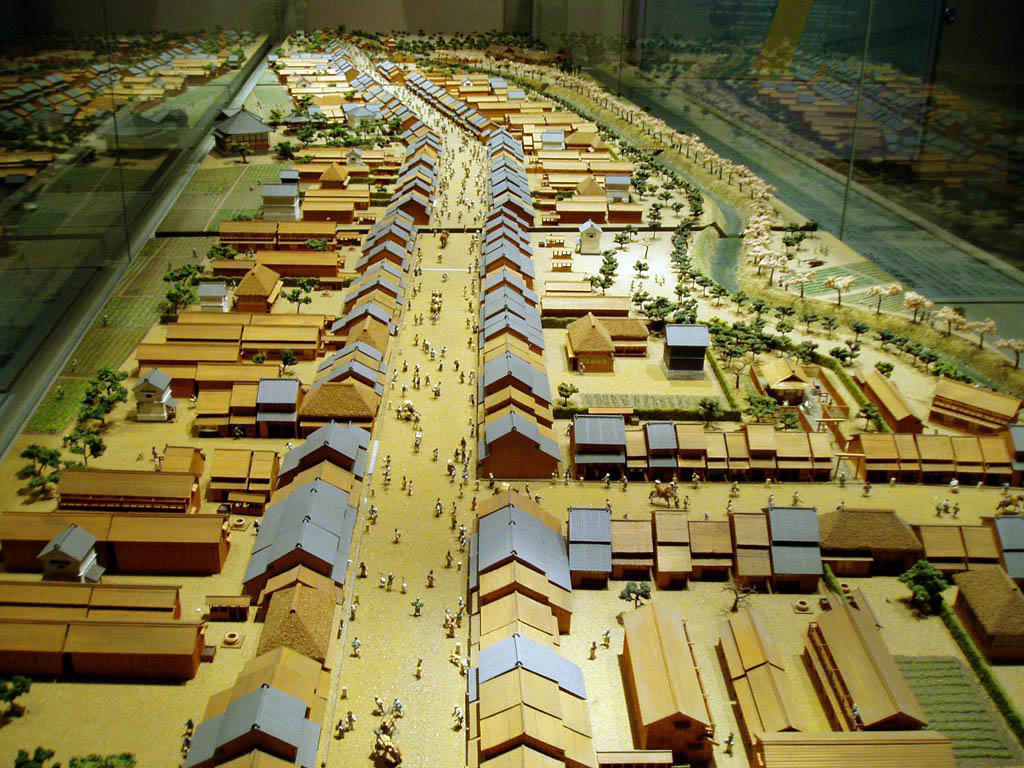
مدل بازسازی شدهٔ آب‌راه در موزه تاریخ شینجوکو
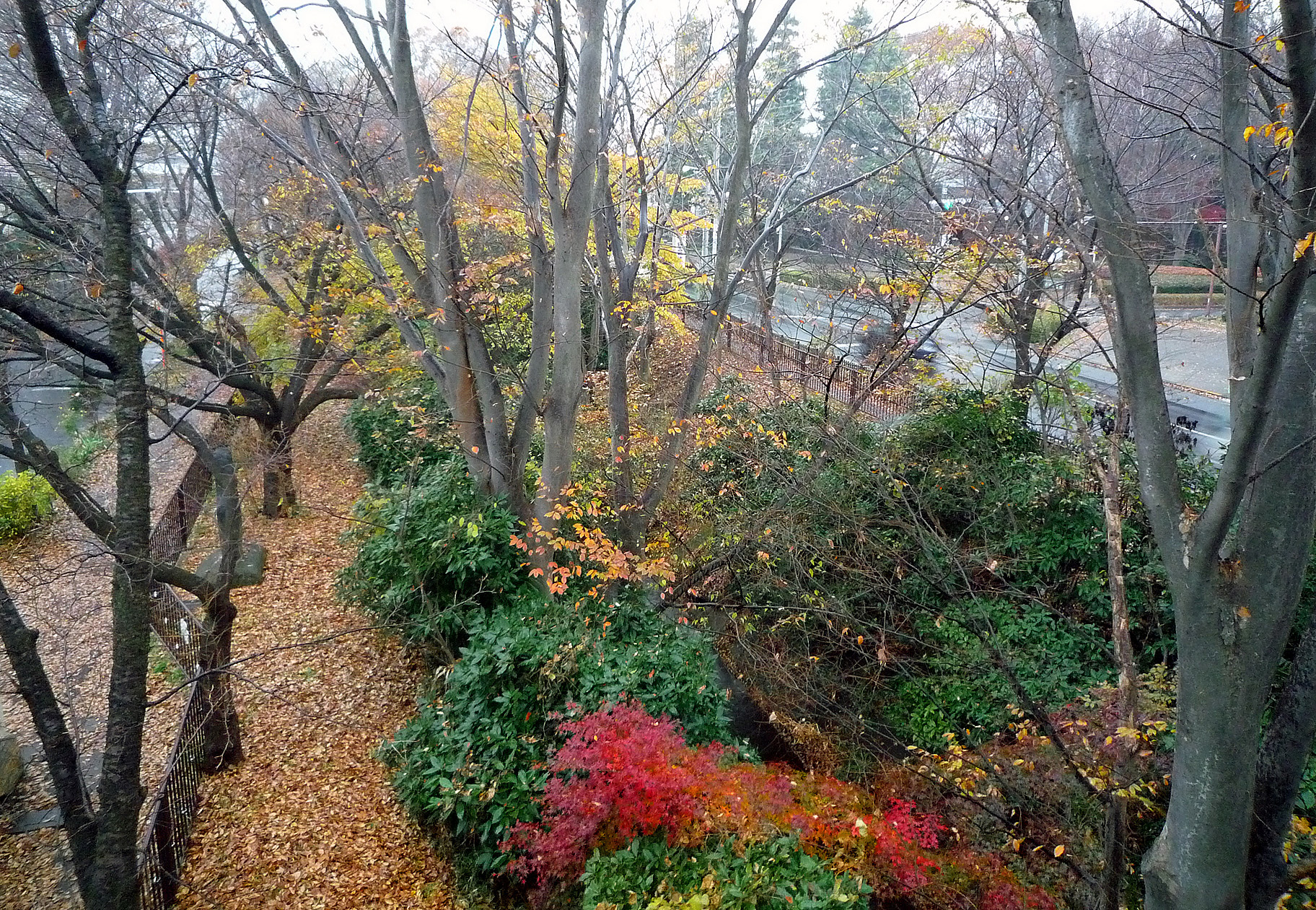
آب‌راه تاماگاوا در نزدیکی پارک کوگانی
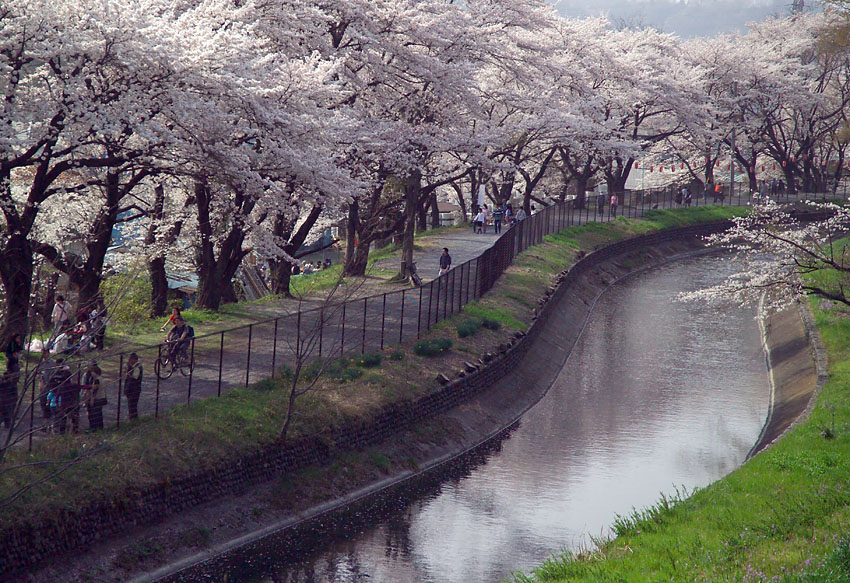
آب‌راه تاماگاوا در بهار یکی از مسیرهای زیبا برای دیدن ساکورا است.